# متلازمة فاولر
متلازمة فاولر (اضطراب استرخاء العضلة العاصرة في مجرى البول) هو اضطراب نادر تفشل فيه العضلة العاصرة للإحليل في الاسترخاء للسماح بتمرير البول بشكل طبيعي، ويحدث عند النساء الصغيرات بالسن، اللواتي يكون نشاط تخطيط كهربائية العضل غير طبيعي لديهن. 

## التظاهرات
احتباس البول هو عرض غير شائع نسبيًا عند الشابات. تظهر متلازمة فاولر بشكل أساسي عند النساء بين فترة الحيض وانقطاع الطمث. يبلغ ذروة عمر ظهور المرض 26 عامًا. يظهر عند حوالي ثلث النساء اللواتي يشتكين من احتباس البول. الشكوى السائدة هي عدم القدرة على التبول لمدة يوم أو أكثر بدون الإحساس بالحاجة إلى التبول، على الرغم من حجم المثانة الكبير الذي يزيد عن لتر واحد. تشعر المريضة بالحاجة إلى التبول عند حجم المثانة 400-500 مل. وتعاني عادة من آلام أسفل البطن تتزايد تدريجياً. يمكن أن تترافق الحالة مع متلازمة تكيس المبايض وبطانة الرحم.
قد تعاني النساء المصابات بمتلازمة فاولر بدلًا من الأعراض المذكورة أعلاه من ضعف في التبول، وصعوبات في الإفراغ مع أو بدون إفراغ غير كامل للمثانة، وقد يعانين من زيادة في تكرار التبول، وأحيانًا من ضعف في التبول وزيادة تواتره، ولكن نادرًا ما يحدث لديهن سلس بولي.
غالبًا ما تجد النساء المصابات بمتلازمة فاولر القسطرة البولية مؤلمة للغاية. 
قد تكون متلازمة فاولر حالة معيقة. 50% من النساء المصابات بمتلازمة فاولر يعانين من آلام مزمنة غير مبررة، بما في ذلك ألم البطن والحوض المزمن أو الظهر أو الساق أو الألم المنتشر.

## الأسباب
السبب الدقيق لمتلازمة فاولر غير معروف بعد.
قد يحدث المرض بشكل عفوي، أو بعد حدث مثل إجراء جراحي أو الولادة. يؤدي استخدام المواد الأفيونية أيضًا إلى تحفيز احتباس البول.
لا يوجد عادة أي تاريخ سابق لتشوهات المسالك البولية في الطفولة.
إحدى الفرضيات هي أنه ناتج عن خلل في الغشاء العضلي، أو اعتلال قنوات معتمد على الهرمونات. مما يسبب استثارة مفرطة للعضلة العاصرة الخارجية ويمنع الارتخاء الكافي للعضلة اللازمة للإفراغ.
الفرضية الأخرى هي أن سبب متلازمة فاولر هو اضطراب تنظيم النخاع الشوكي إفرازه للمزيد من الانكفالينات، وأن هذه المواد الأفيونية قد تزيد من التشوهات الوظيفية.

## التشخيص
اختبار ديناميكا البول بما في ذلك قياس أبعاد المثانة وقياس ضغط الإحليل.
غالبًا ما يكون لدى النساء المصابات بمتلازمة فاولر ارتفاع غير طبيعي في ضغط مجرى البول، وزيادة حجم العضلة العاصرة في مجرى البول.
يُشخص المرض عن طريق اختبار مخطط كهربية العضل (EMG) للعضلة العاصرة الخارجية المخططة في مجرى البول.
تظهر النساء المصابات بمتلازمة فاولر بشكل مميز تخطيطًا كهربائيًا غير طبيعي للعضلة العاصرة للإحليل. النتائج المُشاهدة في حالة الإصابة عادة هي إفراز بولي متكرر ومعقد مع أو بدون بطء (تباطؤ رشقات البول)، مما يشير إلى ضعف في استرخاء العضلة العاصرة.

## العلاج
التعديل العصبي العجزي هو العلاج الوحيد الموجود حاليًا لاستعادة القدرة على الإفراغ عند النساء المصابات بمتلازمة فاولر. يُرسل تيارًا كهربائيًا إلى المنعكسات العصبية المرتبطة بوظيفة المسالك البولية السفلية عن طريق تحفيز جذر العصب الفقري العجزي S3.
على الرغم من أن معدل النجاح يبلغ حوالي 70%، لكنه قد يسبب مضاعفات تكون ذات معدل إعادة تداخل مرتفعة نسبيًا.
يُعتقد أن سبب نجاح التعديل العصبي العجزي هو أن الأجزاء الحسية من الدماغ التي تستقبل الإشارات الحسية من الجهاز البولي السفلي تنشط عند النساء المصابات بمتلازمة فاولر عند تطبيق المحفز الكهربائي، ويتغلب التعديل العصبي على التلقيم الراجع السلبي من الأعصاب العجزية. 
خيارات العلاج الأخرى هي:
- حقن العضلة العاصرة بسم البوتولينوم.
- القسطرة، قد تبلِغ النساء المصابات بمتلازمة فاولر عن صعوبات في إجراء القسطرة الذاتية، وبالتالي قد تكون هناك حاجة إلى إجراء قسطرة ثابتة مثل قسطرة فوق العانة.
- قد تعاني النساء المصابات بمتلازمة فاولر مدى الحياة من آثار منهكة على نوعية حياتهن.